# Chris Irwin
Chris Irwin (London, 1942. június 27. –) brit autóversenyző.

## Pályafutása
1966-ban debütált a Formula–1-es világbajnokságon. Ebben az évben egyedül a brit versenyen szerepelt, itt hetedikként zárt. Az 1967-es szezonban már a tizenegy fordulós idény kilenc versenyén rajthoz állt. A Reg Parnell Motor Racing alakulatával indult, és a francia nagydíjon elért ötödik helyezésével megszerezte pályafutása két világbajnoki pontját.
1968-ban a nürburgringi 1000 kilométeres viadalra készülve súlyos baleset érte. Komoly fejsérülést szenvedett melyből felépült ugyan, de a versenyzéssel felhagyott.

## Eredményei
Teljes Formula–1-es eredménylistája 
(Táblázat értelmezése)

(Félkövér: pole-pozícióból indult; dőlt: leggyorsabb kört futott) 

| Év   | Csapat                      | Modell       | Motor             | 1   | 2   | 3     | 4      | 5     | 6     | 7     | 8      | 9      | 10     | 11     | Helyezés | Pont |
| ---- | --------------------------- | ------------ | ----------------- | --- | --- | ----- | ------ | ----- | ----- | ----- | ------ | ------ | ------ | ------ | -------- | ---- |
| 1966 | Brabham Racing Organisation | Brabham BT11 | Climax Straight-4 | MON | BEL | FRA   | GBR 7  | NED   | GER   | ITA   | USA    | MEX    |        |        | -        | 0    |
| 1967 | Reg Parnell Motor Racing    | Lotus 25     | BRM V8            | RSA | MON | NED 7 |        |       |       |       |        |        |        |        | 16.      | 2    |
| 1967 | Reg Parnell Motor Racing    | BRM P261     | BRM V8            |     |     |       | BEL Ki |       | GBR 7 |       |        |        |        |        | 16.      | 2    |
| 1967 | Reg Parnell Motor Racing    | BRM P83      | BRM H16           |     |     |       |        | FRA 5 |       | GER 9 | CAN Ki | ITA Ki | USA Ki | MEX Ki | 16.      | 2    |

### Le Mans-i 24 órás autóverseny
| Év   | Csapat                        | Autó            | Csapattárs     | Helyezés |
| ---- | ----------------------------- | --------------- | -------------- | -------- |
| 1967 | Lola Cars Ltd. / Team Surtees | Lola T70 Mk.III | Peter de Klerk | Kiesett  |